# Cattedrali nella Repubblica Ceca
Questa è una lista di cattedrali nella Repubblica Ceca.

## Chiesa cattolica
| Città            | Cattedrale                          | Diocesi                                   | Immagine |
| ---------------- | ----------------------------------- | ----------------------------------------- | -------- |
| Brno             | Cattedrale di Brno                  | Brno                                      |          |
| České Budějovice | Cattedrale di České Budějovice      | České Budějovice                          |          |
| Hradec Králové   | Cattedrale di Hradec Králové        | Hradec Králové                            |          |
| Litoměřice       | Cattedrale di Litoměřice            | Litoměřice                                |          |
| Olomouc          | Cattedrale di Olomouc               | Olomouc                                   |          |
| Ostrava          | Cattedrale di Ostrava               | Ostrava-Opava                             |          |
| Opava            | Concattedrale di Opava              | Ostrava-Opava                             |          |
| Praga            | Cattedrale di Praga                 | Praga                                     |          |
| Plzeň            | Cattedrale di Plzeň                 | Plzeň                                     |          |
| Praga            | Cattedrale greco-cattolica di Praga | Esarcato apostolico della Repubblica Ceca |          |

## Chiesa vetero-cattolica
| Città     | Cattedrale                          | Diocesi         | Immagine |
| --------- | ----------------------------------- | --------------- | -------- |
| Praga     | Cattedrale di San Lorenzo           | Repubblica Ceca |          |
| Varnsdorf | Co-cattedrale della Trasfigurazione | Repubblica Ceca |          |

## Chiesa ortodossa

### Chiesa ortodossa ceca e slovacca
| Città   | Cattedrale                             | Diocesi        | Immagine |
| ------- | -------------------------------------- | -------------- | -------- |
| Praga   | Cattedrale dei Santi Cirillo e Metodio | Praga          |          |
| Olomouc | Cattedrale di San Gorazd               | Olomouc e Brno |          |